# Nels Cline
Nels Cline (* 4. ledna 1956) je americký kytarista. Jeho dvojčetem je jazzový bubeník Alex Cline. Na kytaru začal hrát ve svých dvanácti letech. V roce 2004 se stal členem kapely Wilco. Vydal řadu sólových alb a na dalších spolupracoval s jinými hudebníky, mezi které patří například Thurston Moore, Lee Ranaldo, Carla Bozulich, Mike Watt, Eric Von Essen, Henry Kaiser či trio Medeski Martin & Wood. Časopis Rolling Stone jej roku 2011 zařadil na 83. příčku svého žebříčku sta nejlepších kytaristů všech dob.